# Est (Gueldre)
Pour les articles homonymes, voir Est (homonymie).
Est est un village néerlandais de la commune de West Betuwe, situé dans la province du Gueldre.

## Géographie
Est est situé entre Geldermalsen, Opijnen et Heesselt.

## Histoire
Historiquement, le village a formé avec Opijnen une commune qui s'est appelée Opijnen jusqu'en 1818, puis Est en Opijnen.
En 1840, Est comptait 52 maisons et 588 habitants.
Depuis le 1er janvier 1978 Est dépend de la commune de Neerijnen.